# Сёстры Бронте

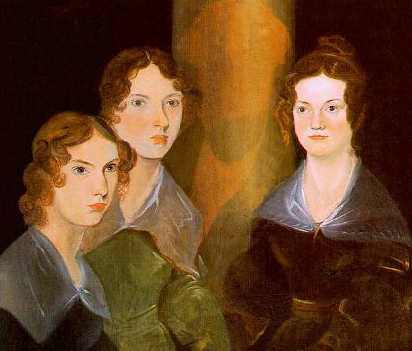
Совместный портрет сестёр Бронте, написанный их братом Бренуэллом, приблизительно 1835 год. Слева направо изображены: Энн, Эмили и Шарлотта (видна также тень Бренуэлла, появившаяся, когда он стёр своё изображение)

Сёстры Бро́нте (англ. Brontë sisters): Шарлотта (21 апреля 1816 — 31 марта 1855), Эмили (30 июля 1818 — 19 декабря 1848) и Энн (17 января 1820 — 28 мая 1849) — английские писательницы 1840-х — 1850-х годов. Их романы произвели сенсацию при опубликовании и впоследствии были признаны классикой английской литературы.

## Появление трёх сестёр
Сёстры выросли в деревеньке Хоэрт недалеко от Китли в Уэст-Йоркшире (регион вскоре стал известен как страна Бронте), пережив свою мать и двух старших сестёр. В 1824 году четыре старшие дочери Бронте были приняты ученицами в школу для дочерей духовенства в Кауан-Бридже. Но в следующем году две старшие дочери — Мария и Элизабет — заболели и умерли, а Шарлотту и Эмили забрали домой.

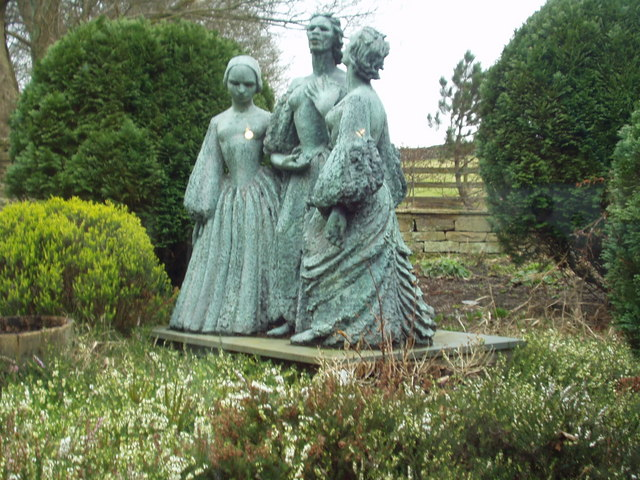
Скульптура «Сёстры» около Музея Бронте

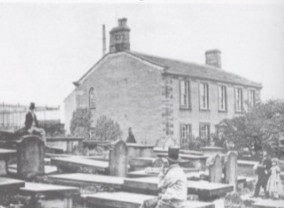
Дом сестёр Бронте в деревне Хоэрт

С раннего детства они страстно увлекались писательством и впервые напечатали свои работы за собственный счёт в 1846 году в качестве поэтов под псевдонимами-псевдоандронимами Каррера, Эллиса и Эктона Беллов. Книга не привлекла внимания, было продано только два экземпляра. Тогда сёстры вернулись к прозе, каждая из них написала в следующем году по роману. «Джейн Эйр» Шарлотты, «Грозовой перевал» Эмили и «Агнес Грей» Энн были напечатаны в 1847 году после долгого поиска надёжного издателя. При выходе роман «Джейн Эйр» имел почти сенсационный успех, книга продавалась огромными тиражами, на этом фоне возник интерес к остальным романам. Уже после смерти сестёр «Грозовой перевал» был признан одним из самых значимых в литературе за то время.
В следующем году вышел второй роман Энн Бронте — «Незнакомка из Уайлдфелл-Холла», имевший огромный успех у читателей, несмотря на недовольство критики и даже сестры автора, Шарлотты, которая позднее, после смерти Энн, запретила его к публикации. На волне популярности «Незнакомки» появился слух, что Каррер Белл, автор другого бестселлера — «Джейн Эйр», и Эктон Белл — одно лицо. Это вынудило Шарлотту и Энн отправиться с опровержением к издателю в Лондон.
Вынужденная прервать работу над романом «Шерли» из-за болезни брата и сестёр, Шарлотта закончила его уже после их смерти — в 1849 году. В 1853 году вышел её последний законченный роман «Городок», во многом вдохновлённый её переживаниями во время пребывания в Брюсселе, а отвергнутый всеми издателями и также связанный с путешествием писательницы в Бельгию «Учитель» вышел лишь после её смерти — в 1857 году.

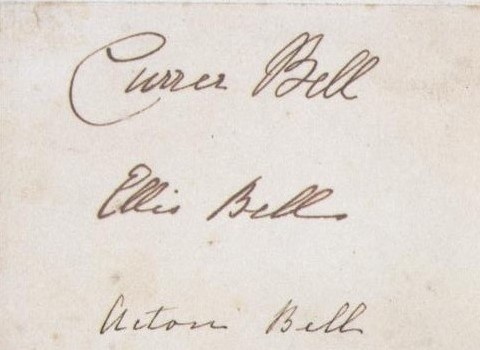
Подпись сестёр Бронте под псевдонимами: Каррер, Эллис и Эктон Белл

## Биографические фильмы о сёстрах
- Преданность (Devotion, 1946)
- Семья Бронте из Хоэрта (The Brontes of Haworth, 1973)
- Семья Бронте в Хоэрте (The Brontes at Haworth, 1979)
- Сёстры Бронте (Les Soeurs Brontë, 1979)
- В поисках Бронте (In Search of the Brontës, 2003)
- Вошедшие незримо (To Walk Invisible: The Bronte Sisters, 2016)
- Эмили (Emily, 2022)

## Память
В честь сестёр Бронте, а также их брата Бренуэлла, был назван кратер на Меркурии, возведено несколько памятников по всей Европе.